# Bollmannia litura
Bollmannia litura és una espècie de peix de la família dels gòbids i de l'ordre dels cipriniformes que es troba a la República Dominicana.